# 小野茂夫
小野 茂夫（おの しげお、1931年10月29日- ）は、日本の経営者。ニコン社長、会長を務めた。

## 来歴・人物
東京都出身。1954年に東京大学工学部精密工学科を卒業し、同年に日本光学工業(のちのニコン)に入社。1983年6月に取締役に就任し、1987年6月に常務、1989年6月に専務を経て、1993年6月に社長に就任。1997年6月に会長に就任し、2001年6月から相談役を務めた。
1991年11月に藍綬褒章を受章し、2001年11月に勲三等旭日中綬章を受章した。
東京工芸大学理事長も務めた。